# 지오토 (우주선)
지오토(Giotto)는 유럽 우주국(ESA)에서 만든 혜성 탐사선으로 핼리 혜성의 접근 목적으로 만든 것이다. 우주선 이름은 르네상스 시대 이탈리아의 미술가 조토 디 본도네의 이름에서 따왔다.

## 개요
지오토는 1985년 7월 2일 아리안 1에 실려 발사되었다. 무게 582.7kg의 지오토는 1986년 3월 14일에 핼리 혜성에 접근, 지구로 정보를 전송하였다.
지오토는 1992년 7월 23일에 임무가 종료되었다.